# Pompa y circunstancia

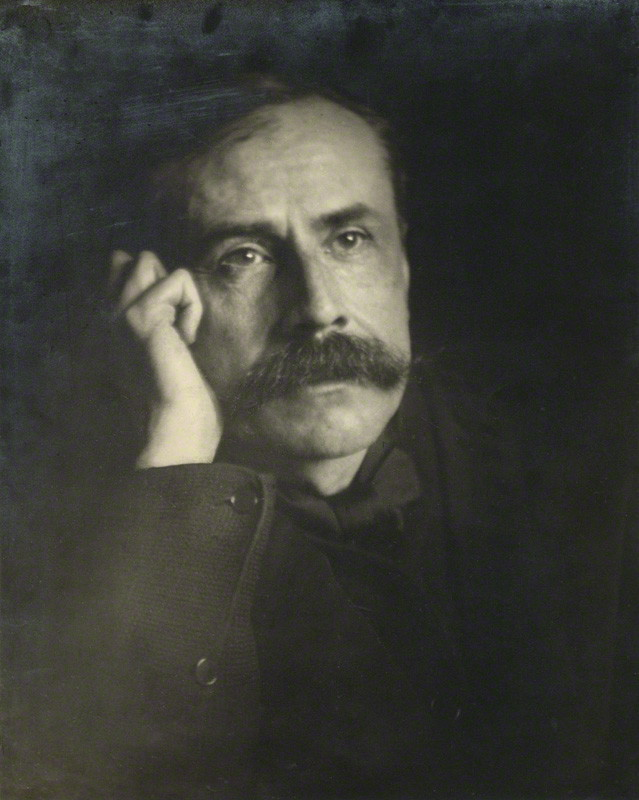
Elgar hacia 1903.

Pompa y circunstancia, Op. 39 (en inglés, Pomp and Circumstance) es una serie de cinco marchas orquestales compuestas por Edward Elgar entre 1901 y 1930.

## Historia
La más conocida es la Marcha n.º 1, y generalmente Pompa y circunstancia se refiere a esta única pieza.
Fue estrenada en Londres en 1901 y la audiencia pidió dos repeticiones. En 1902 fue adaptada para la coronación del rey Eduardo VII, incorporando el texto de la oda "Land of Hope and Glory".
La fórmula probó ser exitosa, y Elgar compuso otras marchas, presentadas en 1905, 1907 y finalmente la quinta en 1930. La Marcha n.º 4 es rítmica y ceremonial como la primera y contiene otro importante tema en la sección central. Durante la Segunda Guerra Mundial, la Marcha n.º 4 incorporó también letra, los versos patrióticos de Alan Patrick Herbert que comienzan «Todo hombre debe ser libre». Las otras tres marchas son más melancólicas.
Elgar dejó borradores de una sexta marcha, que fueron convertidos en una versión interpretable por Anthony Payne en 2006.
En Estados Unidos, la Marcha n.º 1 es conocida simplemente como «Himno de graduación» y está directamente asociada con las ceremonias de colación de grados. Esa misma Marcha también se interpreta en otros países, no solo como graduación en colegios, sino para titulación en institutos de educación superior, para recibir diplomas y acompañar la procesión inicial de dichas ceremonias.
En gran parte de América Latina, Marcha n.º 1 es conocida por asociarse a las celebraciones de cumpleaños de adolescentes mujeres que cumplen 15 años, siendo este festejo uno excepcional entre los demás cumpleaños.
El fallecido luchador "Macho Man" Randy Savage utilizaba un arreglo de esta canción durante su carrera en la WWF y en la WCW durante las décadas de los 80 y los 90.

### Título
El título fue tomado del Acto III, Escena III de Otelo, de William Shakespeare: 
«Adiós al relincho del corcel de batalla,
al tambor que conmueve el espíritu,
al pífano que perfora los oídos,
a la bandera real y todas sus cualidades,
orgullo, pompa y circunstancia de la gloriosa guerra».

## Marcha n.º 1

### Instrumentación
La partitura está escrita para una orquesta formada por:
- Viento madera: flautín (2º opcional), 2 flautas, 2 oboes, 2 clarinetes en la, 1 clarinete bajo en la, 2 fagotes, 1 contrafagot.
- Viento metal: 4 trompas en fa, 2 trompetas en fa, 2 cornetas en la, 3 trombones, 1 tuba.
- Percusión: timbales, bombo, caja, platillos, triángulo, cascabeles.
- Teclado: órgano.
- Cuerda: 2 arpas y una sección de cuerdas con violines I y II, violas, violonchelos y contrabajos.

### Estructura y análisis
La pieza dura alrededor de unos seis minutos en una ejecución normal. Comienza con una breve introducción en mi bemol (c. 1) que desemboca en la primera sección, que llamaremos sección A (c. 10) con la indicación Allegro, con molto fuoco. Dicha sección expone el primer tema en re mayor a cargo de la cuerda al principio y en tutti después. Luego, se presenta el segundo tema de la sección A, marcado Animato (c. 26) en una flexión a fa sostenido mayor, que a su vez sigue modulando a do sostenido mayor, la mayor, do mayor y una progresión modulante conduce de nuevo a la tonalidad principal. Se repite de nuevo toda la sección A (sin la introducción). Le sigue un pasaje de transición donde reaparece el motivo de la introducción, se varía brevemente el primer tema de la sección A y se modula a la tonalidad del trío. 
El trío, que llamaremos sección B (c. 78), está en sol mayor y no cuenta con ninguna modulación reseñable más allá de las que el tema por sí mismo implica. Elgar indicó entre paréntesis Largamente y se suele ejecutar a un tempo menor que el de la sección A. En su primera aparición corre a cargo de los violines, las trompas y los clarinetes. Después, sin modular, se presenta de nuevo todo el tema del trío en tutti (c. 118) y sin transición ataca de nuevo a la sección A (c. 158) en su tonalidad principal (re mayor), con alguna pequeña variación en la orquestación. Esta sección, al estar presentada por segunda vez, no cuenta con una repetición como en su primera aparición. Sin embargo, la transición (c. 196), como es la misma del principio, cuenta con el  motivo de la introducción, aunque esta vez no modula (es decir, permanece en re mayor) y se expone de nuevo el trío en fortissimo (c. 223) y con toda la orquesta, además del órgano añadido. Una breve coda (c. 263) pone fin a la marcha.